# ブシュロン
ブシュロン（Boucheron）は、1858年に創業したフランスの高級宝飾品ブランドである。パリのグランサンクに所属。ハイジュエリーを中心に展開するが、時計や香水の商品展開も行っている。ケリンググループに属する。
創業者はフレデリック・ブシュロン。

## 沿革
1858年に創業。1893年に、ハイジュエラーとしては初めてパリ・ヴァンドーム広場にブティックを構えた。ダイヤモンドを使用した装飾彫刻に関する試行錯誤を重ね、スネークやアールヌーボー様式の典型的なモチーフを使い、自然をいかしたスタイルをまっさきに取り入れたのもブシュロンであった。
異なる素材・色で4段に分かれ、それぞれが異なる加工をなされたビジュアルのリングなどがブランドのアイコンとされる。
21世紀を迎え、メゾンがその歴史の中で残してきた比類なき遺産を大切にしながらも、ブシュロンは大胆かつ華麗、モダンな装飾品の代名詞として現代を代表するブランドとなった。
2000年にグッチ・グループ傘下企業となり、その後数度にわたる母体企業の組織改編を経て、2013年よりケリングの保有会社となっている。

### 海外有名人の着用
- エヴァ・ロンゴリア（米国・女優） - 2007年7月6日、パリ4区の市役所にて行われた、NBAのバスケットボール選手・トニー・パーカーとの結婚式でホワイト・ゴールドに極彩色のダイヤモンドをはめ込んだ「ラジャ」のネックレスとイヤリングを着用。
- ジョディ・フォスター（米国・女優） - 2007年2月25日、ロサンゼルスで行われた第79回アカデミー賞のセレモニーにて、「アバ」のサファイアのリング、房型イヤリングを着用。
- 第32回セザール賞授賞式（2007年2月24日、パリ・シャトレー劇場にて）
  - ジュリエット・ビノシュ（フランス・女優） - ダイヤモンドとルビーで仕立てた一点ものの高級ネックレスを着用。
  - メラニー・ロラン - 同授賞式にて「デリラ」のピンク・ゴールドのネックレスを髪飾りとして使用。映画『je vais bien, ne t'en fais pas』（原題）の出演によって新人女優賞を受賞した。
  - マイウェン（女優および監督） - 「チナ」のダイヤモンドのマンシェット・ブレスレットとドロップ・イヤリングを着用。
- キャスリン・ビグロー（米国・映画監督） - 2010年の第82回アカデミー賞オスカー授賞式で、「アバ」のダイヤモンドとホワイトゴールドのスタッズイヤリング、「アリアンヌ」のダイヤモンドとホワイトゴールドのブレスレットを着用。『ハート・ロッカー』で6部門（作品賞、監督賞、オリジナル脚本賞、編集賞、音響編集賞、音響調整賞）を制した。

## 近年の出来事
- 1988年 - ブシュロンのスピリットを香水にこめて表現した初のビジュー・パルファンを発表した。
- 2000年 - グッチグループ傘下。
- 2005年 - ビジューの創作を開始し、ブシュロン ブランドはあらたなスタートをきった。
- 2008年 - 創業150周年を迎える。
- 2013年 - ケリングの保有企業となる。